# Microlule flavimana
Microlule flavimana är en tvåvingeart som beskrevs av Steyskal 1990. Microlule flavimana ingår i släktet Microlule och familjen bredmunsflugor. Inga underarter finns listade i Catalogue of Life.